# Frente polar

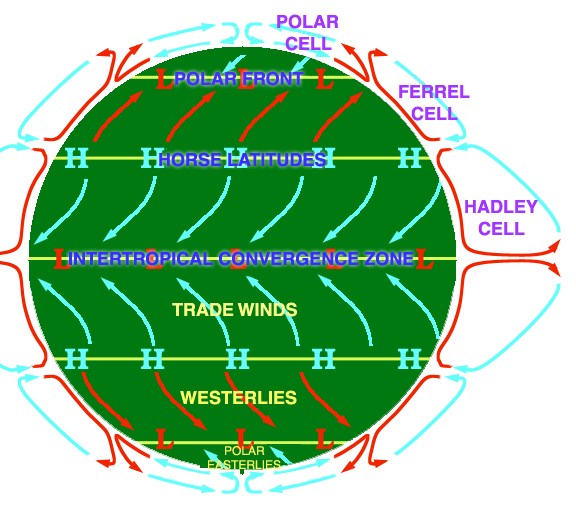
Dinámica de la atmósfera.

Los frentes son superficies que separan dos masas de aire de características distintas. Por tanto, a ambos lados de un frente se produce un cambio brusco de las propiedades del aire. Sus ondulaciones constituyen borrascas de dos frentes, que originan precipitaciones. El frente polar consiste en la colisión de aire cálido procedente de los anticiclones subtropicales, con los aires fríos procedentes de los anticiclones polares. Está formado por la sucesión de frentes encadenados. En verano, el frente polar se desplaza hacia latitudes mayores; y en invierno, hacia latitudes menores.

## En España

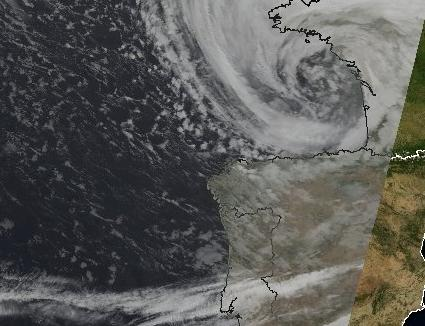
Imagen de la borrasca Klauss avanzando sobre el Golfo de Vizcaya. Fuente: NOAA.

El frente polar, donde choca la masa de aire frío proveniente de las zonas polares y las masas de aire cálidas provenientes del Norte de África suele encontrarse sobre España. Si el frío aumenta en Europa, el frente polar se moverá hacia el sur haciendo que las borrascas entren más por el sur. Esto es lo que ocurrió durante el temporal de nieve que asoló Europa en 2009 y 2010 y que generó intensas lluvias en Andalucía. En condiciones normales el frente polar suele localizarse en el Norte de España pero puede descender o aumentar su franja, convirtiéndose, por así decirlo, en un camino que siguen las borrascas en su camino desde el Atlántico hasta el Centro de Europa.